# ARIA Charts
ARIA Charts er den største australske musik-hitliste, månedligt udgivet af Australian Recording Industry Association.
| Musik | Spire Denne musikartikel er en spire som bør udbygges. Du er velkommen til at hjælpe Wikipedia ved at udvide den. |